# 천국을 향하여
《천국을 향하여》(Paradise Now)는 이스라엘에서 제작된 하니 아부 아사드 감독의 2005년 드라마, 범죄 영화이다. 카이스 나시프 등이 주연으로 출연하였고 베로 바이어 등이 제작에 참여하였다.

## 출연

### 주연
- 카이스 나시프
- 알리 슐리만

### 조연
- 루브나 아자발
- 아메르 흐헬
- 히암 압바스
- 아쉬라프 바롬

## 기타
- 공동제작: 게르하르트 메익스너
- 공동제작: 헹가메 파나히
- 공동제작: 포만 폴
- 라인프로듀서: 피터 헤르만